# 백만거악
《백만거악》(중국어: 百萬巨鳄)은 2012년에 개봉한 중국의 액션 드라마 스릴러 영화이다.

## 출연
주연
- 서희원 - 웬 얀 역
- 곽도 - 왕 베이지 역
- 임설 - 자오 다주이 역

조연
- 이근근 - 리우의 아내 역
- 푸바자 - 저우 샤오우 역
- 석조기 - 리오 광 투 역
- 당지아리 - 왕 샤오싱 역

## 수상 정보
- 2012년 제36회 몬트리올 국제영화제 후보 중국영화(임려승)
- 2013년 제15회 우디네 국제영화제 후보 오르 콩쿠르(임려승)